# Campo Viera
Campo Viera – miasto w Argentynie, w prowincji Misiones, w departamencie Oberá.
Według danych szacunkowych na rok 2010 miejscowość liczyła 7 099 mieszkańców.